# Destruktionstrieb
Der Destruktionstrieb ist eine Unterform des von Sigmund Freud postulierten Todestriebs und ist somit ein Begriff, der aus der Psychoanalyse stammt.
Freud ging in seiner Triebtheorie davon aus, dass es zwei unterschiedliche Primärtriebe gibt, die dem Menschen angeboren sind. Diese sind der Lebens- als auch der Todestrieb. Während der Lebenstrieb die Selbst- und Arterhaltung sichert, geht Freud davon aus, dass Menschen aufgrund des Todestriebs danach streben, sich aufzulösen und in den „uranfänglichen, anorganischen Zustand zurückzuführen strebe[n]"“ (Sigmund Freud: ). Nach Freud ist dieser Todestrieb gegen die eigene Person gerichtet, der Destruktionstrieb jedoch gegen andere Menschen und Objekte und äußert sich durch Aggression. Nach Freud spiegelt sich dies in einer abgeschwächten Form auch im Sadomasochismus wider.
Freud schreibt dazu:

„Weiter führte die Idee, daß sich ein Anteil des Triebes gegen die Außenwelt wende und dann als Trieb zur Aggression und Destruktion zum Vorschein komme. Der Trieb würde so selbst in den Dienst des Eros gezwängt, indem das Lebewesen anderes, Belebtes wie Unbelebtes, anstatt seines eigenen Selbst vernichtete.“